# Michael Mingler
Michael Mingler (* 6. August 1991) ist ein österreichischer Politiker der Grünen. Er wurde am 28. März 2018 als Abgeordneter zum Tiroler Landtag angelobt.

## Leben, Ausbildung und Beruf
Mingler wuchs in Trins auf und besuchte die Hauptschule Steinach am Brenner und später das BORG Fallmerayerstraße in Innsbruck, wo er 2009 maturierte. Anschließend studierte er an der Universität Innsbruck Rechtswissenschaften und Politikwissenschaften. Er schloss die Studien 2016 bzw. 2015 ab und absolvierte anschließend seine Gerichtspraxis am Bezirks-, Landes- und Oberlandesgericht Innsbruck. Seine Diplomarbeit verfasste Mingler zum Thema „Das Kreuz in Schule und Kindergarten am grundrechtlichen Prüfstand“. Mingler lebt in Rum bei Innsbruck. Er war als Mitarbeiter der Bezirkshauptmannschaft Innsbruck-Land sowie der Satire-Zeitung „Die Tagespresse“ tätig.

## Politische Tätigkeit
2010 bis 2014 war Mingler Ersatzgemeinderat in seiner Heimatgemeinde Trins. Seit 2015 bekleidete Mingler bei den Tiroler Grünen mehrere Parteifunktionen im Landesausschuss und -vorstand. Im Vorfeld der Tiroler Landtagswahl 2018 wurde er auf Platz 2 der Bezirksliste Innsbruck-Land der Tiroler Grünen gewählt. Das Grundmandat, das Ingrid Felipe auf Platz 1 erreichte, nimmt Mingler seit dem 28. März 2018 ein, da Felipe in die Landesregierung gewählt wurde. Mingler ist somit Abgeordneter zum Tiroler Landtag der XVII. Gesetzgebungsperiode.
Der Politiker Mingler ist bekannt für spezielle Aktionen im Rahmen seiner politischen Tätigkeit. Im Vorfeld der Landtagswahl fiel Mingler beispielsweise mit einer Aktion auf, bei der er „die ranzigste WG des Landes“ suchte.